# Lucas Chevalier-Girod
Pour les articles homonymes, voir Chevalier et Girod.
Ne doit pas être confondu avec le footballeur Lucas Chevalier.
Lucas Chevalier-Girod (né le 26 janvier 1977) est un sauteur à ski français.

## Palmarès

### Championnats du monde
| Épreuve / Édition | Thunder Bay 1995 | Trondheim 1997 | Ramsau 1999 |
| Petit Tremplin    | 25e              | 49e            | 30e         |
| Grand Tremplin    | 30e              | 30e            | 41e         |
| Par Equipes       | 4e               |                |             |

### Coupe du monde
- Meilleur classement final: 40e en 1995.
- Meilleur résultat: 11e.